# Władysław Grabski
Władysław Dominik Grabski (Borów, 7 de julio de 1874–Varsovia, 1 de marzo de 1938) fue un político polaco, primer ministro de la Segunda República en dos ocasiones durante el periodo de entreguerras.

## Biografía

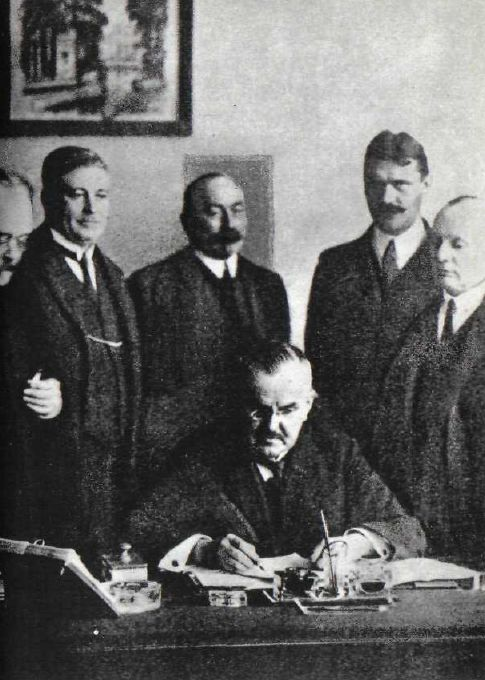
Grabski (sentado) en 1925.

Nacido en Borów el 7 de julio de 1874, estudió en la École libre des sciences politiques de París, en la Sorbona y en Universidad de Halle.
Ocupó el cargo de primer ministro en dos ocasiones; entre el 23 de junio y el 24 de julio de 1920 y entre el 19 de diciembre de 1923 y el 13 de noviembre de 1925. Durante su segundo mandato como jefe de gobierno reintrodujo el złoty como divisa en sustitución del marco, pero, a pesar de éxitos económicos iniciales, su programa económico empezó a mostrar signos de agotamiento, la economía polaca llegó a sufrir una balanza comercial muy negativa, el złoty se depreció enormemente y dimitió en 1925.
Falleció en Varsovia el 1 de marzo de 1938.